# 三星Galaxy A90 5G
三星Galaxy A90 5G是全球第一款支援5G技術的非旗艦平板手機，在2019年9月發佈，用上了高通骁龙S855處理器，與歷代只搭載中階處理器的Galaxy A系列手機不同。這部手機雖然跟三星Galaxy A9 (2018)同是Galaxy A系列的最高階產品，但這部手機用上了旗艦級處理器，嚴格上來說這部手機是一個新的產品線，亦為其後同樣採用旗艦級晶片但並非旗艦機的型號創下先河。